# Aphrodora kurodai
Aphrodora kurodai is een tweekleppigensoort uit de familie van de Veneridae. De wetenschappelijke naam van de soort is voor het eerst geldig gepubliceerd in 2007 door Matsubara.